# Pomacentrus imitator
Pomacentrus imitator es una especie de peces de la familia Pomacentridae en el orden de los Perciformes.

## Morfología
Los machos pueden llegar alcanzar los 11 cm de longitud total.

## Hábitat
Es un pez de mar.

## Distribución geográfica
Se encuentra en el Mar del Coral, Nueva Caledonia, Fiyi y Tonga.